# 大久保忠邦
大久保 忠邦（おおくぼ ただくに）は、江戸時代中期の下野国烏山藩の世嗣。